# Luis Enrique Belmonte
Luis Enrique Belmonte (Caracas, Venezuela, 13 de julio de 1971) Es un poeta, narrador y ensayista venezolano. Médico psiquiatra y psicoterapeuta. Violinista. Ha obtenido galardones como el Premio Fernando Paz Castillo (1996, Venezuela), el Premio Adonais (1998, España) y la Medalla Internacional de Poesía Vicente Gerbasi (2014, Venezuela). Poemas suyos han sido traducidos al inglés, alemán, portugués, árabe y hangul.

## Reseña biográfica
Ha publicado los siguientes libros de poesía: Cuando me da por caracol (1997), Cuerpo bajo lámpara (1998), Inútil registro (1999), Paso en falso (2004), Pasadizo. Poesía reunida 1994-2006 (2009) y Compañero paciente (2012). Recientemente fue reeditada la novela Salvar a los elefantes (2016), publicada por primera vez en el 2006. En imprenta se encuentra el libro de poemas 40 consejos para un perro callejero (2017), con ilustraciones de Cristina Müller. Su trabajo poético también se encuentra recogido en El decir y el vértigo. Panorama de la poesía hispanoamericana reciente (H. Hebert et al., Filo de Caballos Editores, México, 2005), Una gravedad alegre. Antología de poesía hispanoamericana al siglo XXI (A. Romero, Editorial Difácil, España, 2007), Cuerpo plural. Antología de la poesía hispanoamericana contemporánea (G. Guerrero, Editorial Pre-Textos, España, 2010), Las palabras necesarias. Muestra antológica de poesía venezolana del siglo XX (A. G. Plaza, LOM Ediciones, Chile, 2010), Exilios. Poesía latinoamericana del siglo XX (M. Gasparini, Sociedad de Amigos de la Cultura Urbana, Venezuela, 2012) y Canon abierto. Última poesía en español (R. Sánchez García y A. L. Geist, Visor, España, 2015). Textos ensayísticos suyos, así como reseñas y artículos de diversa índole aparecen en revistas impresas y en medios digitales. Ha sido reconocido con algunos premios literarios, entre los cuales destacan el Premio Fernando Paz Castillo (1996, Venezuela), el Premio Adonais (1998, España) y la Medalla Internacional de Poesía Vicente Gerbasi (2014, Venezuela). Poemas suyos han sido traducidos al inglés, alemán, portugués, árabe y hangul. Como músico ha participado en varias producciones discográficas, formando parte de diversas agrupaciones musicales.

## Distinciones
- Premio Fernando Paz Castillo (1996, Venezuela).
- Premio Adonais (1998, España).
- Medalla Internacional de Poesía Vicente Gerbasi (2014, Venezuela).